# Thalassarche salvini
Thalassarche salvini е вид птица от семейство Албатросови (Diomedeidae). Видът е световно застрашен, със статут Уязвим.

## Разпространение
Видът е разпространен в Австралия, Намибия, Нова Зеландия, Перу, Френски южни и антарктически територии, Хърд и Макдоналд, Чили и Южна Африка.